# Manifestaciones 24A (México)

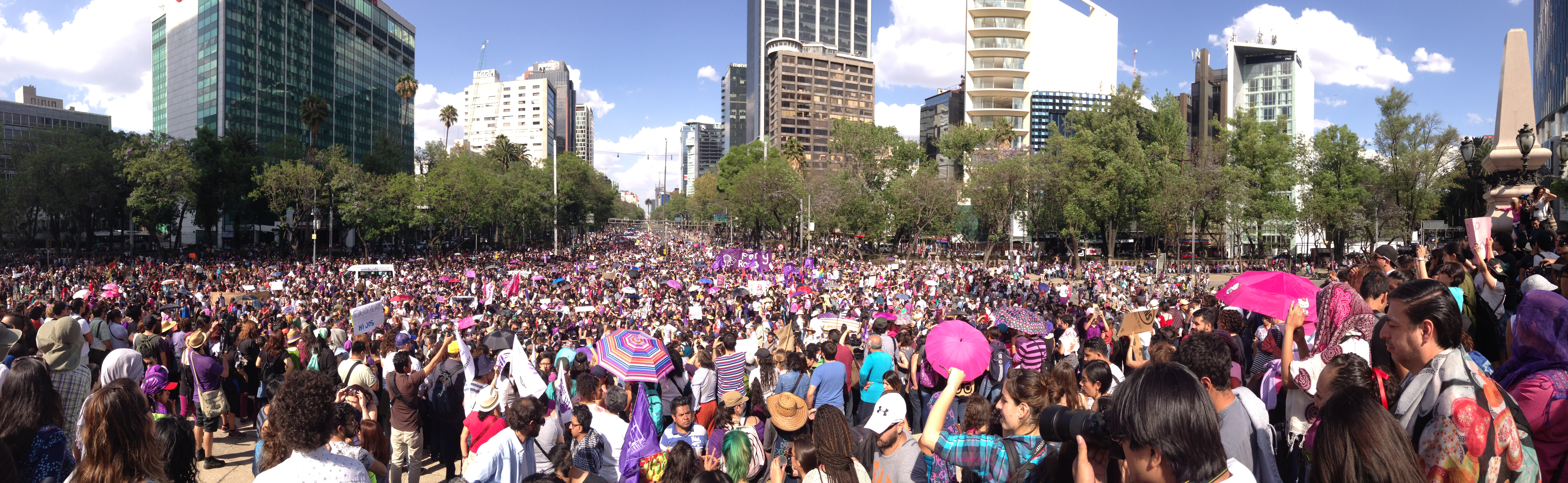
Arribo a la Victoria Alada de la marcha #24A #vivasnosqueremos

Las manifestaciones #24A son una serie de marchas y mítines realizadas el 24 de abril de 2016 en México en contra de la violencia de género.
Durante la noche previa en las redes sociales círculo el tema #MiPrimerAcoso, el cual llegó a ser trending topic en Twitter y fue iniciado por las activistas y periodistas Estefanía Vela y Catalina Ruiz-Navarro.

## Antecedentes
México, país de América del Norte, es considerado una de las naciones más peligrosas para ser mujer dentro del grupo de los 20.

## Convocatoria
A través de diversas redes sociales se lanzó la convocatoria para realizar eventos simultáneos. 

### Estados
- Chiapas[5][nota 1]
- Chihuahua[6]
- Ciudad de México[7][nota 2]
- Coahuila[8]
- Estado de México[9][nota 3]
- Guanajuato[10]
- Jalisco[11]
- Morelos[12]
- Nuevo León[13]
- Oaxaca[14]
- Puebla[15]
- Tabasco[16]
- Tlaxcala[17]
- Veracruz[18] Xalapa,[19] y Orizaba.[20]

## Reacciones
En un mensaje vía Twitter, Enrique Peña Nieto hizo mención a las mujeres que marcharon.